# シャッダード朝

シャッダード朝
Shaddadids

11～12世紀のシャッダード朝の領域

シャッダード朝(英:Shaddadids)は、クルド人の王国で、951年から1191年まで、アルメニアとアランの領域を統治していた。この王朝はドゥヴィン(Dvin)において設立された。アルメニアにおいて長期間統治を行ったため、彼らはアルメニアのバグラトゥニ王家と姻戚関係にあった。
彼らは、ドゥヴィンの都市を統治し、バルダ(Barda)、ギャンジャ(Ganja)等の他の都市も統治し、臣下として仕えているセルジューク朝から貢献に対し、アニ(Ani)の都市を受け取った。1047年から1057年まで、シャッダード朝は、東ローマ帝国軍と何度か戦いを行った。クラ川とアラックス川(Arax)の間の地域がシャッダード朝により統治されていた地域である。

## シャッダード朝の統治者
- ムハマド・ビン・シャッダード (Muhammad bin Shaddad、A.H.340年/A.D. 951年-971年)
- アリ1世・ビン・ムハマド・ラシュカリ？ (Ali I bin Muhammad Lashkari、971年-978年)
- マルズバン？・ビン・ムハマド (Marzuban bin Muhammad、978年-986年)
- アル･ファドル1世・ビン・ムハンマド (Al-Fadl I bin Muhammad、A.H. 375年-422年/A.D.986年-1031年)
- アブ・ル・ファト・ムサ (Abu-l-Fa't Musa、A.H. 422年-425年/A.D.1031年-1034年)
- アリ2世・ラシュカリ (Ali II Lashkari、A.H. 425年-441年/A.D.1034年-1049年)
- アヌーシールヴァーン・ビン・アリ2世・ラシュカリ (Anushirvan bin Ali II Lashkari、A.H. 441年/A.D.1049)
- アブ・ル・アスワー・シャヴール1世・ビン・アル・ファドル1世 (Abu-l-Aswar Shavur I bin al-Fadl I、A.H. 441年-459年/A.D.1049年-1067年)
- アル・ファドル・２・ビン・Al Fadl II bin Shavur I、A.H. 459年-466年/A.D.1067-1073年)
- アスホット・ビン・シャブール1世 (Ashot bin Shavur I、A.H. 459年/A.D.1067年)
- アル・ファドル3世・ビン・アル･ファドル2世 (Al-Fadl III bin al-Fadl II、A.H. 466年-468年/A.D.1073年-1075年)

### アニ王家（Emir of Ani)
- メヌチール(Menuchir、A.D.1075年-1118年) (アニ王家、町のモスクは彼の名から付けられた).
- アブ・ル・アスヴァー・シャブール2世(Abu-l-Asvar Shavur II、A.D.1118年-1124年)
- ファドル4世・ビン・シャブール2世(Fadl IV bin Shavur II、A.D.1125年-?)
- マハムード(Mahmud、?-A.D.1131年)
- クシュチクール(Khushchikr、A.D.1131年-?年)
- シャッダード(Shaddad、?年-A.D.1155年)
- ファドル5世(Fadl V、A.D. 1155年-1161年)
- シャハンシャー(Shahanshah、A.D.1164年-1174年)